# Rhyacophila furcifera
Rhyacophila furcifera är en nattsländeart som beskrevs av František Klapálek 1904. Rhyacophila furcifera ingår i släktet Rhyacophila och familjen rovnattsländor. Inga underarter finns listade i Catalogue of Life.